# 파파 (영화)
"파파"(PAPA)는 한지승 감독의 2012년 대한민국의 코미디 드라마 영화이다. 박용우, 고아라, 손병호 등이 출연했다.

## 줄거리
미국 조지아주 애틀랜타를 배경으로 펼쳐지는데, 시민권이 필요한 한국 가요계의 마이다스 손이었던 전직 매니저 춘섭(박용우)과 법적 보호자가 필요한 6남매가 생존을 위해 가족으로 뭉치게 되며 벌어지는 이야기를 그린 영화다.

## 캐스팅
- 박용우 - 춘섭 역
- 고아라 - 준 역
- 손병호 - 도사장 역
- 마이클 맥밀런 - 고든 역
- 메그 켈리 - 마야 역
- 파커 타운젠드 - 지미 역
- 페이튼 타운젠드 - 타미 역
- 앤젤라 아자르 - 로지 역
- 윤승훈 - 양무 역
- 이규섭 - 웨이터 1 역
- 심혜진 - 미영 역 (특별출연)
- 다니엘 헤니 - 다니엘 역 (특별출연)
- 박상철 - 박상철 역 (특별출연)
- 지율 - 밀라 역 (특별출연)

## 음악
전체 작사·작곡: 김형석
| #             | 제목                   | 가수          | 재생 시간 |
| ------------- | ---------------------- | ------------- | --------- |
| 1.            | 〈Now!〉               | 고아라        | 4:07      |
| 2.            | 〈Little Girl Dreams〉 | 고아라        | 3:57      |
| 3.            | 〈Now! (Medium Ver.)〉 | 고아라        | 1:57      |
| 총 재생 시간: | 총 재생 시간:          | 총 재생 시간: | 10:01     |